# Aage Laumark-Møller
Aage Laumark-Møller (født 10. januar 1929 på gården Østerbjerge, Vilsbæk, Holbøl, død 9. juni 2010 i Odder) var en dansk skolemand.
Han var søn af gårdejer Lago Møller (navneændring 1945 fra Lago Møller Mikkelsen), som var født 31. maj 1900 i Borbjerg og blev gift 12. februar 1928 i Holstebro med Marie Dagmar Jespersen Lavmark, født 27. marts 1902 i Hanbjerg, datter af gårdejer Karl Jespersen og Hustru Jensine Hansen. Han voksede op i Sønderjylland tæt på den dansk-tyske grænse.
Kort før befrielsen blev han mishandlet af Gestapo, som en sen aften var på jagt efter en modstandsmand, som ifølge tyskernes efterretninger havde gemt sig på Østerbjerge. Overfaldet fik følger for hans helbred resten af livet. Efter studentereksamen begyndte Aage Laumark-Møller at læse religionshistorie på Københavns Universitet og fik på grund af sin status som offer for nazismen værelse på 4. Maj Kollegiet på Frederiksberg.. Efter fire år måtte han opgive af helbredsgrunde og læste i stedet til lærer. Efter et par kortere vikariater blev han lærer på Vrå Højskole, og derved indledte han en livslang karriere i højskolemiljøet.
I 1965 flyttede han med sin kone Ragnhild Laumark-Møller, der nu også var højskolelærer, til Odder Højskole. Her blev de i 13 år og faldt godt til i byen. Aage Laumark var ved siden af sit arbejde på højskolen engageret i forskellige protestgrupper, først modstanden mod EF før 1972 – og derefter 1973-77 i Kampagnen mod Atomvåben, som fik konkret forankring i Odderegnens Energigruppe.
I 1978 flyttede Laumark-Møller med kone og de to halvvoksne døtre til Støvring Højskole, hvor han blev forstander. Det lykkedes med en stor indsats at få elevtallet op på den nedslidte skole, men midt i 1980'erne gik det dårligt igen for højskolerne; også i Støvring. Hans tid som forstander sluttede med sygdom og førtidspension.
Aage Laumark-Møller var en aktiv foredragsholder, der drog land og rige rundt og holdt foredrag blandt andet om vikinger, danske kirker, Egypten og pyramiderne og om Kina. Meget af det udsprang af et aktivt rejseliv.
Efter at være flyttet tilbage til Odder i 1997 blev Aage Laumark-Møller efter nogle få år syg, og sine sidste år tilbragte han på plejehjem. 12. juni 2010 blev han begravet fra Odder Valgmenighedskirke.

## Forfatterskab
- Energiplanlægning, et perspektiv i regionplandebatten: Synspunkter, vurderinger, kommentarer: Et indlæg, Århus Amtskommune 1978.
- Støvring Højskole – Himmerlands folkehøjskole 1885-1985: Jubilæumsskrift, 1985.
- "Skoletid", i: Historisk årbog for Bov og Holbøl sogne (2004).